# Liste des chefs des représentations de la république de Chine auprès de la Suisse
 (mars 2023).
En janvier 1919, la république de Chine établit une légation auprès de la Suisse et y envoie un délégué. Une représentation officielle est maintenue jusqu'en 1950. À la fondation de la république populaire de Chine en octobre 1949, le Conseil fédéral suisse décide de reconnaître la république populaire de Chine comme représentante légitime de la nation chinoise et de mettre un terme à ses relations diplomatiques avec la république de Chine. Cependant depuis 1950, la Suisse et la république de Chine continuent d'entretenir des relations non-officielles par le biais de leurs bureaux de représentation respectifs.
| Nom                          | Nomination      | Entrée en fonction | lettre de créance | Révocation       | Démission      |
| ---------------------------- | --------------- | ------------------ | ----------------- | ---------------- | -------------- |
| Wang Rongbao (汪榮寶)        | 5 janvier 1919  | mars 1919          |                   | 15 juin 1922     |                |
| Lou Tseng-Tsiang (陆征祥)    | 15 juin 1922    |                    |                   |                  | mai 1927       |
| Wu Kaisheng (吳凱聲)         | 15 août 1931    | 27 août 1931       |                   | 20 mai 1932      | 6 avril 1932   |
| Victor Hoo Chi-tsai (胡世澤) | 20 mai 1933     | 24 mai 1933        |                   |                  | 3 octobre 1941 |
| Liang Long (梁龍)            | 19 mars 1945    | 9 juin 1945        |                   | 24 décembre 1949 |                |
| Wu Nanru (吳南如)            | 30 octobre 1946 | 18 décembre 1946   |                   |                  | janvier 1950   |